# گولیشوفو
گولیشوفو (به لاتین: Golyshevo) یک منطقهٔ مسکونی در روسیه است که در سرزمین آلتای واقع شده‌است.